# Эниады
Эниады (лат. Oeniadae, др.-греч. Οἰνιάδαι) — древний приморский город с гаванью в Акарнании, правее по течению устья Ахелоя, который зимой полностью окружал город, что делало осаду невозможной. Афинский стратег Перикл некоторое время безуспешно осаждал Эниады в ходе Малой Пелопоннесской войны. Во время Пелопоннесской войны город этот был сначала союзником спартанцев, но афинский стратег Формион осадил город в 428 году до н. э. и принудил Эниады примкнуть к афинянам. Под владычеством Афин он и оставался, пока этолийцы, в македонский период, в 331 году до н. э. не завоевали его. Македонский царь Кассандр в 313 году до н. э. освободил город. Филипп V Македонский сильно укрепил этот город, но потом он потерял значение, так как лежал не на главной дороге римлян. После вторжения римлян в 211 году до н. э. город был возвращен акарнанцам. В его области была цитадель Насос, которая, вероятно, находилась у горы Скупас (Σκούπας, 183,6 м), в 6 км южнее. Сохранились развалины стены и театра. Развалины называются Трикардокастрон или крепость Трикардоса (Τρικαρδόκαστρο ή Κάστρο του Τρίκαρδου), где Трикардос — название горы.